# Elżbieta Starosławska
Elżbieta Stanisława Starosławska (ur. 17 sierpnia 1952 w Jarosławiu, zm. 4 marca 2024 w Lublinie) – polska profesor nauk medycznych, specjalistka w zakresie onkologii.

## Życiorys
Elżbieta Starosławska maturę zdała w I Liceum Ogólnokształcącym w Jarosławiu. W 1978 ukończyła studia medyczne na Akademii Medycznej w Lublinie. W 1994 się doktoryzowała w zakresie radioterapii, a w 2009 habilitowała w zakresie medycyny na Uniwersytecie Medycznym w Lublinie. W 2013 uzyskała tytuł profesora nauk medycznych.
Wykładała na Uniwersytecie Medycznym w Lublinie oraz w Państwowej Akademii Nauk Stosowanych w Chełmie.
W 2006 została dyrektorką Centrum Onkologii Ziemi Lubelskiej im. św. Jana z Dukli w Lublinie. W 2016 została z tego stanowiska zwolniona w trybie dyscyplinarnym. W 2019 przywrócona w wyniku ugody sądowej. W grudniu 2011 weszła w skład Rady Naukowej przy Ministrze Zdrowia. W latach 2002–2015 z przerwami i od 2017 konsultantka wojewódzka w dziedzinie onkologii klinicznej.
Pochowana na cmentarzu przy ulicy Lipowej w Lublinie.

## Odznaczenia i wyróżnienia
- 2007 – Lublinianka Roku[2]
- 2011 – Krzyż Kawalerski Orderu Odrodzenia Polski „za wybitne zasługi w pracy naukowo-badawczej w dziedzinie nauk medycznych, za osiągnięcia w działalności organizacyjnej”[11]
- 2012 – Medal Prezydenta Lublina[9]
- 2012 – Medal Wojewody Lubelskiego[9]
- 2015 – honorowe obywatelstwo Jarosławia[2]
- 2021 – Ambasador Województwa Lubelskiego[12]
- 2023 – Złoty Medal „Zasłużony dla Nauki Polskiej Sapientia et Veritas”[13]
- 2024 – Krzyż Komandorski Orderu Odrodzenia Polski „za wybitne zasługi w działalności na rzecz rozwoju onkologii i ochrony zdrowia” (pośmiertnie)[14]
- Order Świętego Sylwestra[2]